# Vat Banon
Pour les articles homonymes, voir Banon.
Le Vat Banon (ou Wat Banon) est un temple khmer situé sur la commune de Kantueu Pir, à environ 20 kilomètres au sud de la ville de Battambang.      

## Histoire
Commencé en 1057 sous le règne de Udayādityavarman II (1050 – 1066) puis achevé un siècle plus tard par Jayavarman VII (1181 – 1218), le temple est construit au sommet d’une montagne d’environ 400 mètres de haut et constitué de 5 prasats. Paradoxalement, le roi était adepte du Shivaïste, une confession, de la branche de l'hindouisme, basée sur les textes des Purana, dont les fidèles, les shivaïtes (śaiva en sanskrit). Il est fort probable que le temple bouddhiste soit le résultat d'un compromis entre les deux religions, le temple Udayadityavarman et les sculptures de Phnom Banan sont principalement bouddhistes. Il a été érigé  dans une époque en laquelle la ferveur en Dieu, en particulier pour les dieux hindous, était grande.

## Description
Lorsque le Français Henri Mouhot visita le site en 1858, il trouva de nombreuses sculptures de Bouddha et de divinités. Il a aussi décrit une gigantesque statue qui trônait à l’entrée telle une sentinelle avec son bâton de fer. Comme ailleurs, des géants montaient la garde avec leurs baguettes magiques.
Si aujourd’hui la structure du temple est relativement bien conservée, il a, comme la plupart des autres sanctuaires khmers, eu à subir des pillages massifs.
Au sommet de la colline, accessible par un escalier de latérite de 358 marches, on peut admirer la vue sur la rivière Sangker qui serpente entre les palmiers, les rizières et les petits villages traditionnels. 
On  peut voir aussi les restes d’une baray abandonné de 100 mètres sur 200, qui servait à l’alimentation en eau du temple au temps de sa splendeur.      
Au sud, l’horizon est coupé par une chaine de montagnes dont la forme fait penser à un crocodile. 
Aujourd’hui encore, le lieu est très prisé des familles khmères qui aiment y aller en pique-nique et y admirer le paysage à leurs pieds.

## Galerie
|                                     |
| Le site de Battambang - Vat Banon - |

|                                                  |
| Les escaliers du temple (Battambang - Vat Banon) |

|                                                     |
| Garuda chevauchant un nâga (Battambang - Vat Banon) |

|                                               |
| bouddhiste en prière (Battambang - Vat Banon) |